# 昂布勒尼
昂布勒尼（法語：Ambleny，法語發音：[ɑ̃bləni]）是法国上法蘭西大區埃纳省的一个市镇，属于苏瓦松区。

## 地理
昂布勒尼（49°22'51"N, 3°11'4"E）面积17.32 平方千米，位于法国上法蘭西大區埃纳省，该省份为法国北部内陆省份，北起北部省，西接索姆省和瓦兹省，东临阿登省和马恩省，西南至塞纳-马恩省，东北部与比利时接壤。
与昂布勒尼接壤的市镇（或旧市镇、城区）包括：屈特里、丰特努瓦、拉韦尔西讷、蒙蒂尼朗格兰、佩尔南、勒松勒隆、圣邦德里。

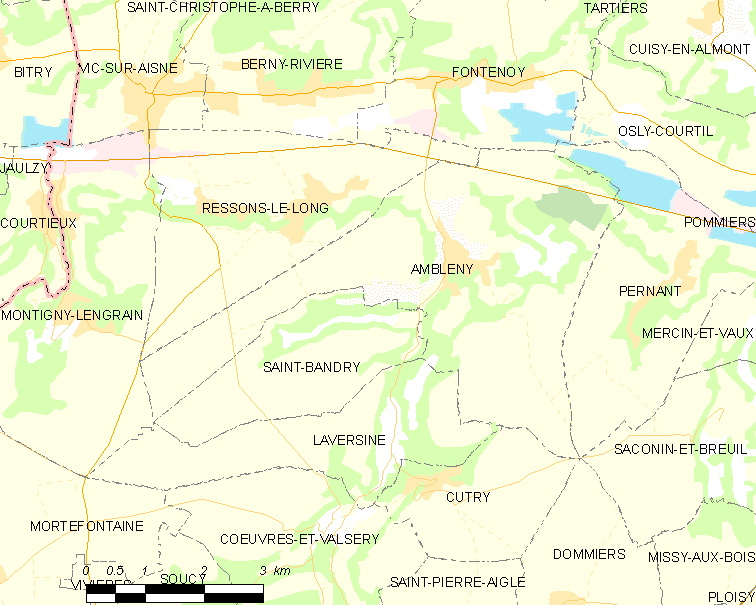
昂布勒尼的OSM定位图

昂布勒尼的时区为UTC+01:00、UTC+02:00（夏令时）。

## 行政
昂布勒尼的邮政编码为02290，INSEE市镇编码为02011。

## 政治
昂布勒尼所属的省级选区为埃纳河畔维克县。

## 人口

1962-2008年间昂布勒尼人口变化图示

昂布勒尼于2022年1月1日时的人口数量为1203人。